# Protapanteles
Protapanteles – rodzaj błonkówek z rodziny męczelkowatych. Gatunkiem typowym jest Protapanteles ephyrae.

## Zasięg występowania
Rodzaj obejmuje gatunki występujące głównie w holarktyce, sięgając fragmentów krainy orientalnej.

## Biologia i ekologia
Znanymi żywicielami są motyle z licznych rodzin, jednak wszystkie te dane wymagają weryfikacji.

## Gatunki
Do rodzaju zaliczanych jest 25 opisanych gatunków:
- Protapanteles alaskensis Ashmead, 1902
- Protapanteles anchisiades (Nixon, 1973)
- Protapanteles andromica (Nixon, 1976)
- Protapanteles armeniacus (Tobias, 1976)
- Protapanteles buzurae (You, Xiong & Zhou, 1987)
- Protapanteles delitutus (Papp, 1984)
- Protapanteles endemus (Nixon, 1965)
- Protapanteles enephes (Nixon, 1965)
- Protapanteles hirtariae (Kotenko & Tobias, 1986)
- Protapanteles iapetus (Nixon, 1976)
- Protapanteles immunis (Haliday, 1834)
- Protapanteles incertus (Ruthe, 1859)
- Protapanteles lymantriae (Marsh, 1979)
- Protapanteles mandanis (Nixon, 1965)
- Protapanteles neparallelus Kotenko, 2007
- Protapanteles paleacritae (Riley, 1881)
- Protapanteles parallelus (Lyle, 1917)
- Protapanteles phigaliae (Muesebeck, 1919)
- Protapanteles phlyctaeniae (Muesebeck, 1929)
- Protapanteles popularis (Haliday, 1834)
- Protapanteles praecipuus Papp, 1993
- Protapanteles querceus (Tobias, 1986)
- Protapanteles santolinae Oltra, 1995
- Protapanteles triangulator (Wesmael, 1837)
- Protapanteles yunnanensis (You & Xiong, 1987)